# 里斯本 (密蘇里州)
里斯本（英語：Lisbon）是位於美國密蘇里州霍華德縣的非建制地區。

## 歷史
里斯本的郵局於1871年設立，其後於1906年停運。

## 地理
里斯本所處的海拔為高於海平面192米（即630英呎），而該地所採用的時區為UTC-6，即北美中部時區（CST）。同時該地設有夏令時間，為UTC-6調快一小時，即UTC-5（CDT）。